# Coccodiella peribebuyensis
Coccodiella peribebuyensis är en svampart som först beskrevs av Speg., och fick sitt nu gällande namn av I. Hino & Katum. 1968. Coccodiella peribebuyensis ingår i släktet Coccodiella och familjen Phyllachoraceae.   Inga underarter finns listade i Catalogue of Life.